# Schloss Wideville

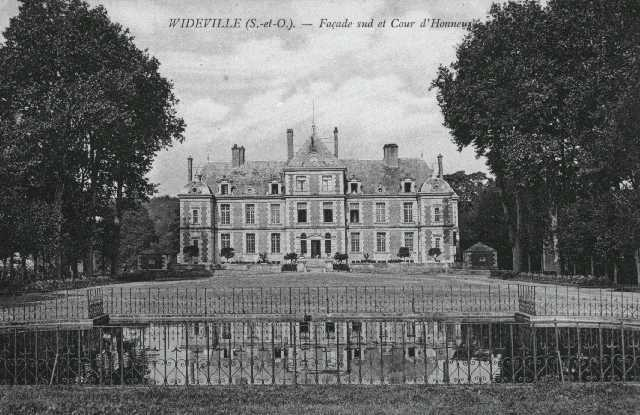
Schloss Widerville, Fassade und Ehrenhof

Das Schloss Wideville liegt in Frankreich in der Gemeinde Crespières im Département Yvelines an der Grenze zur Nachbargemeinde Davron, 17 km westlich von Saint-Germain-en-Laye.

## Geschichte
Die Domäne Wideville gehörte seit Mitte des 14. Jahrhunderts der Familie Le Picart. Ab 1538 war sie im Besitz von Jean Bertrand (1482–1560), dem Siegelbewahrer von König Heinrich II. und späteren Erzbischof von Sens und Kardinal. Nach dem Tod von dessen Sohn Guillaume Bertrand in der Bartholomäusnacht verkauften die Erben 1574 Wideville an Jean de Picquet, der von seinem Sohn Pierre Picquet, dem Schatzmeister der Königin von Navarra (1562–1579) beerbt wurde.
Die Domäne wurde ab 1579 von der verschuldeten Marguerite Guyot des Charmeaux, der Witwe von Pierre de Picquet, an Benoît Milon (1539–1593), den ersten und wichtigsten Finanzintendanten Heinrichs III. und späteren Finanzverwalter der Liga, verkauft (der Verkauf erfolgte endgültig am 26. Juli 1594). Das kleine Herrenhaus, das dem heutigen Schloss voranging, wird in dieser Verkaufsurkunde beschrieben. Zudem wurde in den Kaufvertrag von Marguerite Guyot eine Klausel zum Rückkauf des Anwesens aufgenommen, im Gegenzug legte Benoît Milon fest, dass ihm im Falle dieses Rückkaufs die Kosten, die er für Arbeiten aufgewendet hatte, erstattet werden sollten. Diese Klausel im Kaufvertrag zeigt, dass Benoît Milon die Durchführung von Bauarbeiten geplant hatte. Es wurden fünf Bauverträge gefunden, die zwischen Februar 1580 und Mai 1584 vor einem Pariser Notar abgeschlossen wurden.
Benôit Milon war ein aus Blois stammender Finanzmann. Er war 1564 Kontrolleur des Marstalls des Königs, 1569 ordentlicher Kriegsschatzmeister und 1573 Hauptintendant und Finanzkontrolleur. Im Jahr 1581 kumulierte er dieses Amt mit dem Vorsitz in der Rechnungskammer von Paris. Im Herbst 1584 verlor er abrupt das Vertrauen des Königs und floh nach Deutschland. Er spielte eine aktive Rolle bei der Katholischen Union und verwaltete ihre Finanzen von der Gründung im Jahr 1589 bis zu seinem Tod im Juli 1593. Das nach seinem Tod erstellte Inventar seiner Bibliothek zeigt, dass er mehrere Sammlungen von Jacques Androuet du Cerceau besaß.
Von 1580 bis 1584 ließ er das heutige Schloss an der Stelle eines alten Herrenhauses errichten und benutzte dafür Pläne von Jacques Androuet du Cerceau für die maisons des champs aus seinem Livre d’Architecture [...] pour seigneurs, gentilshommes et autres qui voudront bastir aux champs. Am 10. Februar 1580 wurde ein erster Vertrag mit dem Maurermeister Denis Fleury über die taille et maçonnerie qu’il convient de faire de neuf pour bastir et construire le chateau et corps d’hostel de Wydeville ...  abgeschlossen. Benoît Milon gibt an, dass er die portraict et desseing anfertigen ließ, ohne zu sagen, ob er sie von Jacques Androuet du Cerceau oder von seiner eigenen Hand stammten. Catherine Grodecki glaubt, dass die Zeichnungen auf Androuet du Cerceau zurückgehen, da einige Elemente, wie die Treppen und die Symmetrie des Ganzen, für dessen Art charakteristisch sind. Im selben Vertrag verpflichtete sich Denis Fleury, das alte Hauptgebäude abzureißen, an dessen Stelle das neue Schloss errichtet werden sollte. Der Vertrag sieht vor, dass das neue Schloss 21 Toisen lang und 23 Fuß breit sein sollte, d. h. 42 Meter lang und 8 Meter breit, wobei der Vorsprung der Endpavillons nicht eingerechnet ist. Das Schloss sollte drei Stockwerke und ein gewölbtes, halb unterirdisches Untergeschoss für die Ämter und die Küche haben. Im Mai 1581 wurde der Auftrag für die Klempnerarbeiten vergeben. Ein am 2. Mai 1584 erteilter Auftrag besagt, dass Benoît Milon nach dem Wiederaufbau der Kapelle plant, diese von Toussaint Dubreuil, einem Maler aus Paris, ausschmücken zu lassen.
Madeleine de Crèvecœur (um 1540–1629), die Witwe Benoît Milons, die 1595 in zweiter Ehe Nicolas Chevalier, Baron de Grigny, (um 1566–1630) heiratete, blieb bis zu ihrem Tod Nutznießerin des Anwesens; sie vermachte es ihrer Nichte Jeanne Madeleine de Boullenc de Crèvecœur (1607–1636), genannt de Crèvecœur-Grisolles, die mit René de Longueil, Marquis des Maisons, (1596–1677) verheiratet war. Am 29. September 1630 verkauften René de Longueil und seine Frau Wideville an Claude de Bullion (1569–1640), den Surintendant des Finances Ludwigs XIII.
Ein Vertrag vom 13. Oktober 1632, der von Claude de Bullion abgeschlossen wurde, zeigt, dass die Gärten der Domäne umgestaltet wurden. Am 26. Oktober 1639 wurde ein Vertrag mit Philibert Le Roy abgeschlossen, um die Terrakotta-Fliesen im Schloss durch weiß-blau glasierte Fliesen aus Holland zu ersetzen.
Claude de Bullion nahm große Ausgaben für die Gestaltung der Außenanlagen vor. Er ließ die besten Dekorateure seiner Zeit mitwirken: Simon Vouet für die Malerei, Jacques Sarazin und Philippe de Buyster für die Skulpturen. Zudem ließ er die Grotte bauen: am 30. Juli 1635 wurde ein Vertrag mit Martin La Flèche, einem Maurermeister aus Saint-Germain-en-Laye, geschlossen, um la massonnerye nécessaire pour la construction d'une grotte, bassin et closture de ladicte grotte nach den Angaben und der Zeichnung von „Monsieur Francynes, intendant général des fontaynes du Roy“ auszuführen – Thomas Francine ist somit der Entwerfer der Grotte im Schloss Wideville. Es wurde kein Vertrag gefunden, der deren Ausstattung vorgibt. Die Grotte befand sich am Ende eines quadratischen Geheges mit einer Seitenlänge von 20 Toisen, in dessen Mitte sich ein quadratisches Becken mit einer Seitenlänge von 10 Toisen befand. Ein Vertrag vom 5. Februar 1636 wurde mit dem Schlosser François Marchant über die Lieferung des Gitters für die Tür des Geheges abgeschlossen. Die Nischen waren mit Skulpturen von Göttinnen und mythologischen Feigen bestückt, die von Philippe de Buyster angefertigt worden waren. Diese Grotte und die Überreste des Geheges wurden 1731 von Claude de Bullions Urenkel Gabriel Jérôme de Bullion, Comte d’Esclimont († 1752) beschrieben.
Im Oktober 1639 ließ Claude de Bullion den Holzpavillon errichten, der um zwei Belvedere mit Balkonen erweitert wurde, um die Aussicht auf das Tal zu genießen, ein Gewächshaus und eine Galerie, die ein Kugelspiel beherbergte, sowie zwei Volieren an den Enden. Gemälde werden von Simon Vouet in Auftrag gegeben. Claude de Bullion starb Ende des Jahres 1640. Seine Witwe, Angélique Faure (1593–1664), beglich 1643 die Ausgaben. Diese letzten Umbauten wurden 1731 vom Comte d‘ Esclimont wieder entfernt.
Ein halbes Jahrhundert später vergrößerte Noël de Bullion (1615–1670), Claudes Sohn, die Domäne und ließ den Taubenschlag errichten. Weitere Besitzer waren Noëls Sohn Charles Denis de Bullion, Marquis de Gallardon, († 1721) und dessen unverheiratete Söhne Gabriel Jérôme und Gabriel Auguste Léon, Marquis de Bonnelles (1691–1769), sowie die Schwester Anna Marie Marguerite.
Die weiteren Eigentümer von Wideville waren in den nächsten mehr als 250 Jahren (bis auf einige Wochen) ausschließlich Frauen:
- Anne Marie Marguerite de Bullion (1685–1760); ⚭ 1706 Jean Charles de Crussol, Duc d’Uzès, (1675–1739)
- Anne Julie Françoise de Crussol (1713–1797), Dame de Wideville, deren Tochter; ⚭ 1732 Louis César de La Baume Le Blanc, Duc de La Vallière († 1762)
- Adrienne Emilie Félicité de La Baum Le Blanc(1740–1812), Duchesse de La Valliére, Dame de Wideville, deren Tochter; ⚭ 1756 Louis Gaucher de Châtillon, Duc de Châtillon (1737–1762)
- Louise Emmanuelle de Châtillon (1763–1814), genannt Mademoiselle d’Argenton. Dame de Wideville, deren Tochter; ⚭ 1781 Charles Bretagne Marie Joseph de La Trémoille (1764–1839), Duc de La Trémoille und Thouars
- Amable Émilie de Châtillon (1760–1840), Duchesse de Châtillon, Dame de Wideville, deren Schwester; ⚭ 1777 Marie François Emmanuel de Crussol (1756–1843), Duc d’Uzès
- Alexandrine Célestine Zoé Emmanuelle Thimarette de Crussol d’Uzès (1785–1866), genannt Marquise Thimarette de Rougé, Dame de Wideville, deren Tochter; ⚭ 1804 Bonabes Louis Victurnien Alexis de Rougé (1778–1838) (Familie Rougé)
- Émérance Henriette Victurnienne de Rougé (1803–1879), Dame de Wideville, deren Tochter; ⚭ 1822 Georges Louis Gaston de Lostanges-Béduer († 1879) (Familie Lostange)
- Raoul de Lostanges-Béduer († 1868), deren Sohn, Seigneur de Wideville für einige Wochen; ⚭ Thérèse de Gerson

1870 war das Schloss im Besitz von Elisabeth Olive Emmanuelle de Crussol d’Uzès, einer Großnichte de Marquise Thimarette de Rougé, die 1865 Louis Marie Hector, Marquis de Galard de Béarn (1835–1896) geheiratet hatte, der unter der Leitung des Architekten Clément Parent (1823–1884) unnachsichtig äußere (Verputzen des Mauerwerks) und innere (Entfernen der Wendeltreppe, Renovierung der Malereien der Balken und falscher Verputz an den Wänden und Gewölben) Restaurierungsarbeiten durchführte, ohne jedoch die wichtigsten Strukturen anzutasten. Ihre Tochter und Erbin war Marie Josèphe Géraldine de Galard de Béarn (1866–1950), die 1885 Hector de Galard de Salabru (1854–1918) heiratete.
1921 wurden mehrere Teile des Schlossmobiliars verkauft, insbesondere das Triptychon aus dem Schloss Pagny, das der Herzog von Uzès nach Wideville gebracht hatte und das 1945 vom Philadelphia Museum of Art erworben wurde.
Baronin Antoinette Louise Betty Léonino (1894–1990) kaufte das Schloss vor 1930 von der Familie Galard. Sie war die Tochter von Baron Emmanuel Léonino und Berthe Juliette de Rothschild (Tochter von Gustave de Rothschild) und hatte 1921 Gérard René Maximilien de Chavagnac (1884–1961) geheiratet, von dem sie sich scheiden ließ. Während des Zweiten Weltkriegs musste sie das Schloss räumen, als das Gut am 4. Juli 1940 von den Deutschen besetzt wurde. Nach dem Krieg kehrte Wideville in den Besitz der Familie Léonino-Chavagnac zurück, die es 1981 an den französisch-amerikanischen Geschäftsmann Jacques Setton verkaufte.
Schloss Wideville wurde am 7. Februar 1977 teilweise als Monument historique eingetragen. Seit 1995 ist es im Besitz des italienischen Modedesigners Valentino Garavani.

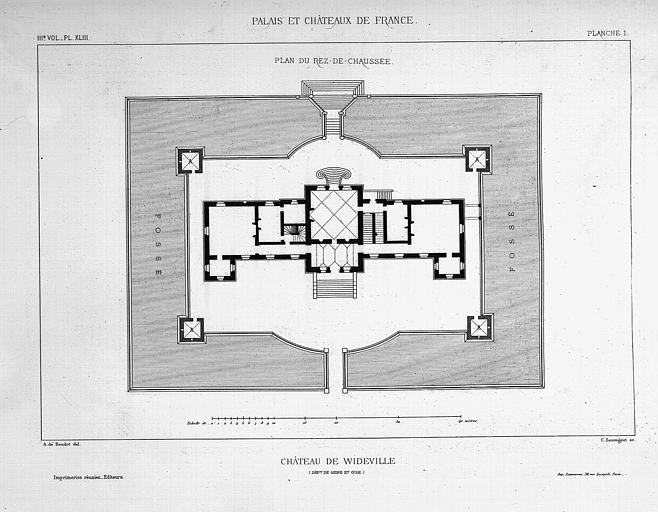
Plan des Schlosses Wideville

## Architektur
Wideville liegt isoliert auf einer von Gräben umgebenen Plattform, die mit kleinen Bastionen aus Ziegelsteinen versehen ist, die die zurückspringenden Flügel und die traditionelle Umfassungsmauer überflüssig machten. Es besteht aus einem einzigen Hauptgebäude mit einem hohen Mittelpavillon und zwei kleinen Seitenpavillons an den Enden der beiden niedrigeren Längsgebäude, die von Jacques Androuet du Cerceau übernommen wurden.
Der Grundriss des Gebäudes ähnelt in der symmetrischen Anordnung der Wohnungen (zwei in jedem Stockwerk auf beiden Seiten der Vorhallen und Säle des zentralen Pavillons) demjenigen bei Le Cerceau.
Es handelt sich um ein sehr einfaches Aufbau. Die Fassaden bestehen aus einer Ziegelverblendung und die behauenen Fensterrahmen sind aus weißem Stein aus Crespières. Der einzige Schmuck befindet sich auf der Rückseite der Fassade mit zwei Nischenfeldern, die zwischen den Fensteröffnungen unverputzt blieben. Sie waren 1630 von Jacques Sarrazin mit den Statuen der vier Elemente bestückt worden.
Das Dachgeschoss wird durch Oculi mit angesenktem Bossenwerk beleuchtet, wie sie bei Le Cerceau üblich waren. Sie wechseln sich mit Giebeldachgauben mit unterbrochener Basis und Flügeln ab.
Der Eingang hat die Form einer Portikus, dessen Design demjenigen ähnelt, das Philibert de l’Orme 1550 in Saint-Léger-en-Yvelines errichtete (1668 abgerissen).

## Interieur
Das Wohnhaus besitzt vier in Stein gehauene Kamine, die Mathieu Jacquet (Ende des 17. Jahrhunderts) zugeschrieben werden. Einer davon zeigt ein Stilllebengemälde mit Figur von Louise Moillon (um 1633).
Die Räume im Erdgeschoss sind mit alten Balken geschmückt, die von Simon Vouet bemalt wurden.
Die Wendeltreppe und der rechte Aufgang besitzen Holzgeländer.

## Gärten
- Die Eremitage aus dem 18. Jahrhundert ist mit Holzvertäfelungen im Stil Louis-quinze geschmückt.

Von den Gebäuden der alten Gärten ist außer der fast unversehrten Grotte, die das einzige sichtbare Überbleibsel ist, keine Spur mehr übrig. Die anderen Elemente wurden unter anderem im Jahr 1733 zerstört.
- Außerhalb des Wassergrabens wurde eine offene Galerie gebaut, die zu einer kleinen Kapelle führte, die für Benoît Milon errichtet worden war und 1584 mit Gemälden von Toussaint Dubreuil (nicht mehr vorhanden) geschmückt wurde.
- Die künstliche Grotte, eine der letzten existierenden, die zwischen 1635/36 von dem Italiener Thomas Francine, dem Generalintendanten der Brunnen des Königs, in einem Stil errichtet wurde, der der Grotte im Palais du Luxembourg (1630) ähnelt. Ihre Innenausstattung besteht aus Stein- und Muschelmosaiken, sowie Stuckskulpturen, die eine von Simon Vouet bemalte Decke einrahmen (Le Parnasse an der Decke, Jupiter et Antiope an der Wölbung...), und die von 1970 bis 1976 restauriert wurde. Die Stuckskulpturen stammen von Jacques Sarrazin und Philippe de Buyster. Die schmiedeeisernen Gitter mit Blumendekor aus gehämmertem Blech, die den Eingang und die drei Öffnungsbuchten verschließen, sind das Werk des Pariser Schlossers François Marchand (1636). Die Wände sind mit polychromen Muscheln und Kristallen verziert. Sie hat die Form eines kleinen Gebäudes auf quadratischem Grundriss mit einer Triumphbogenfassade und befand sich ursprünglich am Ende eines Nymphäums, das aus einem quadratischen Gehege bestand, dessen Wände an den Innenseiten mit Nischen ausgehöhlt waren, in denen Statuen von Göttern und Göttinnen standen, die von Philippe de Buyster angefertigt worden waren. Das Nymphäum wurde wahrscheinlich von dem Architekten Lemercier errichtet und umschloss in der Mitte ein quadratisches Becken. Nach der Zerstörung im Jahr 1819 konnten nur sieben Statuen gerettet werden. Sie schmücken heute den Tapis vert am Eingang des Schlosses.